# Te Ururoa Flavell
Te Ururoa James William Ben Flavell (Tokoroa, Waikato; 7 de desembre de 1955) és un polític neozelandès i diputat de la Cambra de Representants de Nova Zelanda, representant la circumscripció electoral maori de Waiariki des de les eleccions de 2005. És un membre del Partit Maori i des del juliol de 2013 n'és el seu colíder.

## Inicis
Flavell ha estat professor d'educació secundària i terciària i ha estat director d'escola. Va graduar amb un BA en estudis maoris i antropologia el 1982 de la Universitat d'Auckland; el 1985 va graduar amb un MA en maori de la Universitat de Waikato.

## Diputat
| Parlament de Nova Zelanda |      |                |        |        |
| Anys                      | Leg. | Circumscripció | Llista | Partit |
| 2005-2008                 | 48   | Waiariki       | 10     | Maori  |
| 2008-2011                 | 49   | Waiariki       | 4      | Maori  |
| 2011-actualitat           | 50   | Waiariki       | 9      | Maori  |

En les eleccions de 2005 Flavell fou el candidat del Partit Maori en la circumscripció electoral maori de Waiariki. Va guanyar contra Mita Ririnui del Partit Laborista rebent el 54,58% del vot contra el 39,50% de Ririnui.
En les eleccions de 2008 Flavell hi guanyà de nou. Aquest cop hi hagué tan sols dos candidats: Flavell i Ririnui. Amb el 68,17% del vot de la circumscripció contra el 31,83% de Ririnui, Flavell esvdevingué diputat de nou.
En les eleccions de 2011 hi va haver tres candidats a Waiariki: Flavell, Annette Sykes del Partit Mana i Louis Te Kani del Partit Laborista. El marge de victòria de Flavell va caure significativament, amb Flavell rebent el 43,05% del vot. Tot i així el marge fou suficient per a guanyar per tercer cop consecutiu a Waiariki.
Des del juliol de 2013 és l'home colíder del Partit Maori, succeint a Pita Sharples.

## Vida personal
Flavell té cinc fills i pertany a tres iwis: Ngāpuhi, Ngāti Rangiwewehi i Te Arawa.